# 戈尔丹·吉里切克
戈尔丹·吉里切克（1977年6月20日—），克羅地亞籃球員。身高1.98米，司职得分後衛。

## 职业生涯
自小在南斯拉夫一隊名叫Jedinstvo的球隊開始打球。16歲加盟了另一隊KK Cibona。後來他參加1999年NBA選秀，被達拉斯小牛隊以第2輪40順位選中。及後小牛隊把他交易至聖安東尼奧馬刺隊。而馬刺隊又用他向孟菲斯灰熊隊交換一個2004年NBA選秀的第2輪選秀權。他於1999年被選中後留在克羅地亞，後來於2001年加盟CSKA莫斯科。
他最終於2002年加盟孟菲斯灰熊隊，首場比賽已經攻入29分。在2002-03年NBA球季中被交易至奧蘭多魔術隊，而那一季他亦入選NBA新秀二隊。在後一季，他又被交易至猶他爵士隊。在爵士隊，吉里塞克擔當後備射手的角色。間中亦會當上先發陣容。而他在球隊中亦是一名防守重將。
2007年年底，由于和主教练杰里·斯隆发生矛盾，吉里塞克被送往费城76人以换取基利·科沃尔。在为76人上场12次后，吉里塞克被76人放弃，转投太阳队。

## 外部連結
- NBA.com 球員檔案 （页面存档备份，存于）